# Karl Wilhelm Krüger
Karl Wilhelm Krüger, född den 28 september 1796 i Gross Nossin, Pommern, död den 1 maj 1874 i Weinheim, var en tysk klassisk filolog.
Krüger var 1827–1838 gymnasieprofessor i grekiska vid Joachimsthalgymnasiet i Berlin. Han var en framstående läroboksförfattare och kommentator på det grekiska språkets område. Krüger utgav bland annat den epokgörande Griechische Sprachlehre für Schulen (1842–1856; 6:e upplagan 1892 ff.), Griechische Sprachlehre für Anfänger (1847; 11:e upplagan 1884; svensk översättning "Grekisk grammatik för begynnare", bearbetad av Lars Axel Alfred Aulin, 1853; 3:e upplagan 1864), Homerische und herodotische Formlehre (1849; 5:e upplagan 1879), editioner av Xenofons "Anabasis" (1826, flera upplagor), Thukydides (2 band, 1846-1847), Herodotos (2 band, 1855-56), Arrianus "Anabasis" (1835–1848: 2:a upplagan 1851), Lexikon zu Xenophons Anahasis (1849; 4:e upplagan 1872) samt en i demokratisk anda skriven Geschichte der englischen Revolution unter Karl I (1850).